# Huile d'olive d'Aix-en-Provence
Ne doit pas être confondu avec Huile d'olive de Provence AOC.
L'huile d'olive d'Aix-en-Provence est une huile d'olive dont l'appellation d'origine est préservée par une AOC depuis le 13 décembre 1999, puis par une AOP depuis le 7 octobre 2014.

## Histoire
L'acte fondateur se trouve chez Justin. Dans son Abrégé des histoires philippiques (Historiarum Philippicarum, Livre XLIII, chap. IV,1-2), un ouvrage qu'il présente dans sa préface comme un florilège des passages les plus importants et les plus intéressants du volumineux Historiæ phillippicæ et totius mundi origines et terræ situs rédigé par Trogue Pompée à l’époque d’Auguste, il explique : « Sous l'influence des Phocéens, les Gaulois adoucirent et quittèrent leur barbarie et apprirent à mener une vie plus douce, à cultiver la terre et à entourer les villes de remparts. Ils s'habituèrent à vivre sous l'empire des lois plutôt que sous celui des armes, à tailler la vigne et à planter l'olivier, et le progrès des hommes et des choses fut si brillant qu'il semblait, non pas que la Grèce eût émigré en Gaule, mais que la Gaule eût passé dans la Grèce ».

## Géographie

### Géologie
Le pays d'Aix-en-Provence se situe entre la montagne Sainte-Victoire dans une cuvette formée par l'Arc et la Torse, avec le massif du Montaiguet, au sud, et la chaîne d'Éguilles, au nord. Son aspect actuel a été modelé par trois phénomènes géologiques. Outre les plissements du Tertiaire, il y eut une importante érosion consécutive aux deux périodes glaciaires de l'ère quaternaire et consécutivement la formation du bassin versant de la Durance. Ce qui permet actuellement de déterminer quatre ensembles structurants. Au Nord-Est, la chaîne alpine où l'altitude rend impossible la culture pérenne de l'olivier, au Sud et à l'Ouest, au substrat essentiellement calcaire, une succession de crêtes anticlinales crétacées et de bassins synclinaux tertiaires dont fait partie le pays d'Aix, à l'Ouest rhodanien, sous l'influence des failles de Nîmes et de Salon/Cavaillon, des bassins alluvionnaires (Comtat Venaissin), au Centre, le plateau de Valensole et son épaisse molasse mio-pliocène, produit de l'érosion alpine.

### Climatologie
Le climat est méditerranéen : chaud et sec l'été, ensoleillé et doux l'hiver. La commune est relativement protégée du mistral grâce aux chaînes de collines situées au nord (Trévaresse et Luberon). 
Grâce à son climat, ce terroir compte 300 jours de soleil par an et 100 journées estivales. Les températures moyennes oscillent de 6,5 °C en janvier à 24 °C en juillet. Souvent négatives en hiver avec 53 jours de température inférieure à 0 °C et élevées l'été avec 35 jours de température supérieure à 30 °C, car le territoire est dans un bassin formé par l'Arc à une altitude plus basse par rapport aux alentours; l'air chaud est encerclé et a plus de mal à s'échapper.
En automne, des orages violents peuvent avoir lieu. Celui du 10 septembre 2005 toucha particulièrement le pays d'Aix avec 80 mm de pluie, et celui de 22 septembre 1993 entraîna des inondations. On releva près de 222 mm en deux heures, soit quatre mois de précipitations.
En hiver, les épisodes neigeux importants sont rares, mais certains peuvent apporter beaucoup de neige comme le 7 janvier 2009 avec 25-30 cm (40 cm à Mimet. Ou encore novembre 1999 et février 2001 provoquant des dégâts sur la végétation. Une des principales chutes de neige sur le pays d'Aix remonte à l'hiver 1946-1947 où, après le 24 janvier, 39 centimètres de neige tombent. 
La campagne y connaît des microclimats variés, plus humides, frais, ventés ou doux et protégés selon les endroits. Si les températures minimales sont plus fraîches qu'à Marseille, la pluviométrie annuelle, plutôt faible, n'y est guère plus élevée.
Le tableau ci-dessous indique les températures et les précipitations pour la période 1971-2000 :
| Mois                              | jan. | fév. | mars | avril | mai  | juin | jui. | août | sep. | oct. | nov. | déc. | année |
| --------------------------------- | ---- | ---- | ---- | ----- | ---- | ---- | ---- | ---- | ---- | ---- | ---- | ---- | ----- |
| Température minimale moyenne (°C) | 3    | 3,9  | 6    | 8,5   | 12,6 | 16   | 18,7 | 18,7 | 15,5 | 11,6 | 6,8  | 4,1  | 10,5  |
| Température moyenne (°C)          | 7,1  | 8,3  | 10,7 | 13,1  | 17,4 | 21,1 | 24,1 | 24   | 20,4 | 16   | 10,8 | 8,1  | 15,1  |
| Température maximale moyenne (°C) | 11,2 | 12,6 | 15,3 | 17,7  | 22,4 | 26,1 | 29,5 | 29,2 | 25,3 | 20,3 | 14,7 | 12   | 19,7  |
| Précipitations (mm)               | 54   | 44   | 40   | 58    | 41   | 25   | 13   | 31   | 61   | 85   | 51   | 52   | 5 545 |

| Diagramme climatique                                  |           |         |           |            |          |            |            |            |            |           |         |
| J                                                     | F         | M       | A         | M          | J        | J          | A          | S          | O          | N         | D       |
| 11,2354                                               | 12,63,944 | 15,3640 | 17,78,558 | 22,412,641 | 26,11625 | 29,518,713 | 29,218,731 | 25,315,561 | 20,311,685 | 14,76,851 | 124,152 |
| Moyennes : • Temp. maxi et mini °C • Précipitation mm |           |         |           |            |          |            |            |            |            |           |         |

## Oliveraie

### Présentation

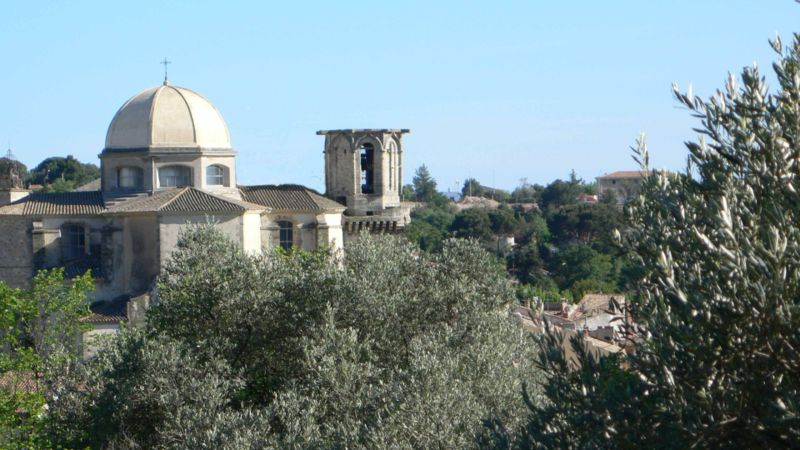
Vue de Lambesc à travers ses oliveraies

Les agriculteurs pouvant utiliser commercialement cette appellation pour leur production d'huile sont à cheval sur deux départements : 
Bouches-du-Rhône : Aix-en-Provence, Allauch, Alleins, Aubagne, Auriol, Aurons, La Barben, Beaurecueil, Belcodène, Berre-l'Étang, Bouc-Bel-Air, La Bouilladisse, Cabriès, Cadolive, Carry-le-Rouet, Châteauneuf-le-Rouge, Châteauneuf-les-Martigues, Cornillon-Confoux, Coudoux, Cuges-les-Pins, La Destrousse, Éguilles, Ensuès-la-Redonne, La Fare-les-Oliviers, Fuveau, Gardanne, Gémenos, Gignac-la-Nerthe, Grans, Gréasque, Istres, Lambesc, Lançon-Provence, Marseille, Martigues, Meyreuil, Mimet, Miramas, Pélissanne, Les Pennes-Mirabeau, Peynier, Peypin, Plan-de-Cuques, Port-de-Bouc, Le Puy-Sainte-Réparade, Puyloubier, Rognac, Rognes, Roquefort-la-Bédoule, Roquevaire, Rousset, Le Rove, Saint-Antonin-sur-Bayon, Saint-Cannat, Saint-Chamas, Saint-Estève-Janson, Saint-Marc-Jaumegarde, Saint-Mitre-les-Remparts, Saint-Savournin, Salon-de-Provence, Sausset-les-Pins, Simiane-Collongue, Le Tholonet, Trets, Vauvenargues, Velaux, Venelles, Ventabren, Vernègues, Vitrolles.  
Var : Pourcieux, Pourrières, Saint-Zacharie.

### Variétés

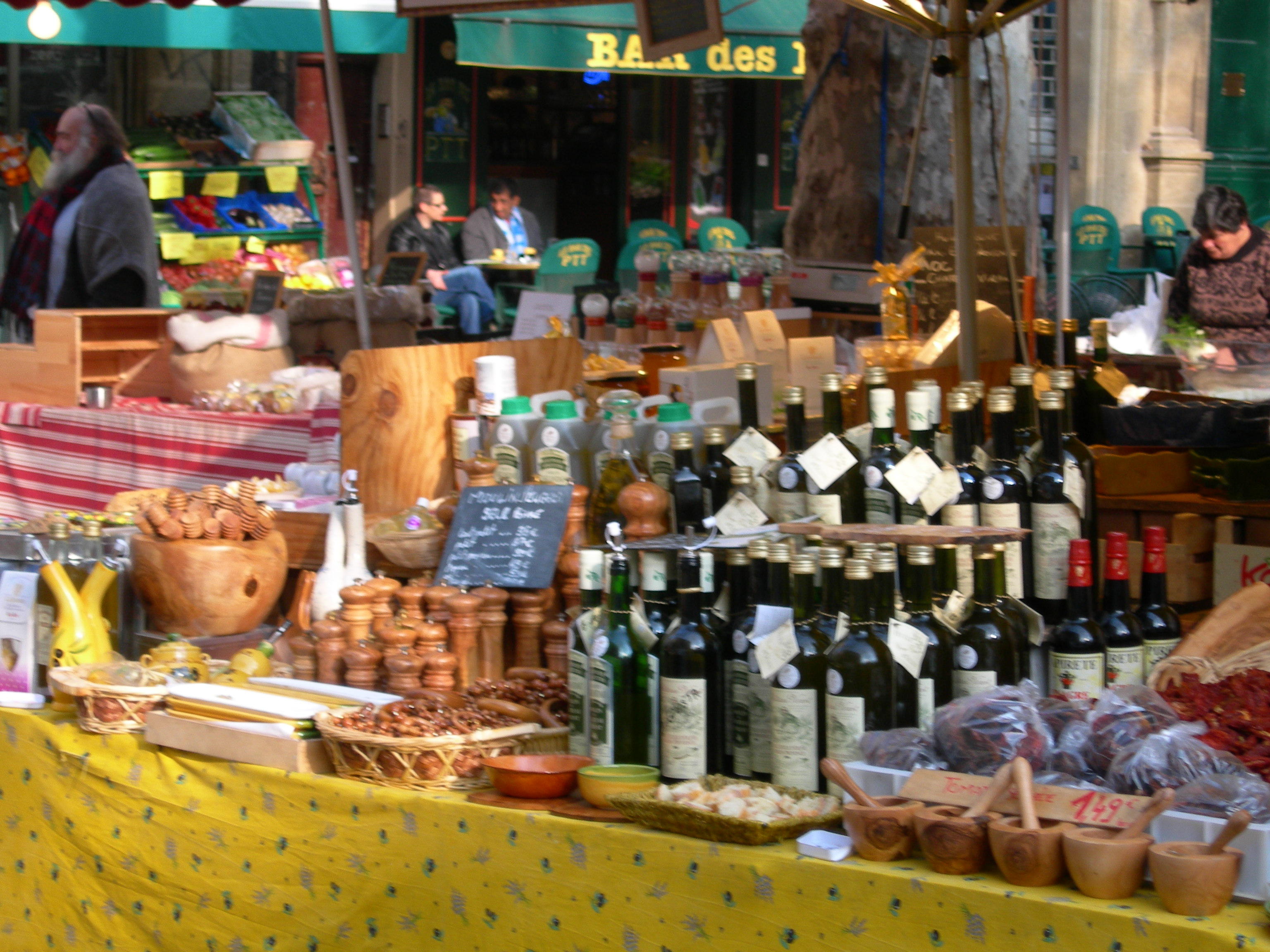
Stand d'huile d'olive d'Aix-en-Provence.

Le cahier des charges attaché à la protection de l'appellation enregistré à l'INAO a retenu des variétés principales et secondaires : 
- Variétés principales présentes sur 80 % minimum d'oliviers : aglandau, cayanne et salonenque ;
- Variétés secondaires : bouteillan, grossane, picholine, verdale des Bouches-du-Rhône, auxquelles s'ajoutent les variétés locales telles que petit ribier, Sabine, saurine, sigoise et triparde.

## Commercialisation

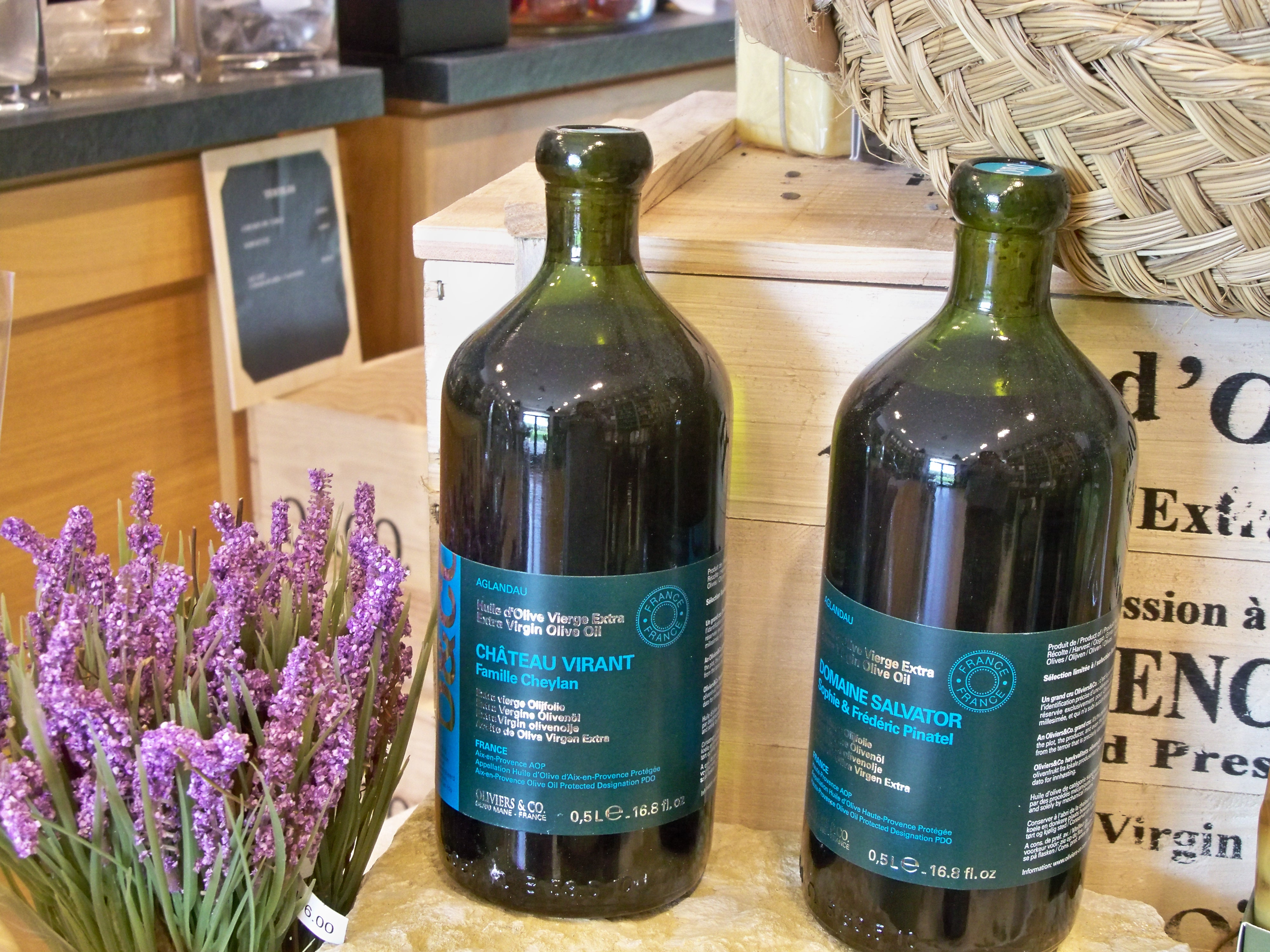
Huiles d'olive d'Aix-en-Provence produites respectivement par les familles Cheylan et Pinatel et commercialisées sous la marque de distributeur Oliviers & Co.

La commercialisation de cette huile d'olive se fait essentiellement par les grandes et moyennes surfaces (GMS) avec 66 % du marché. Viennent ensuite le hard discount (17 %), l'industrie agroalimentaire (14 %), les épiceries et les marchés (6 %). La vente directe chez les agriculteurs ou les transformateurs (moulins) n'est pas dans les usages et ne représente que 3 %. Le secteur de vente le plus dynamique reste le hard discount avec une progression annuelle qui augmente de 3 à 4 %.